# Petrochemia-Blachownia
Petrochemia-Blachownia Sp. z o.o. je polská společnost s ručením omezeným se sídlem v Blachowni, části města Kandřín-Kozlí. Jedná se o dceřinou společnost české firmy DEZA. Společnost se zabývala zejména výrobou aromatických uhlovodíků získávaných ze surového benzolu a petrochemických frakcí. Na počátku roku 2023 společnost zastavila výrobu produktů z benzolu a začala hledat nový výrobní program.

## Historie
Na místě, kde se nyní podnik nachází byl za 2. světové války vybudován závod Oberschlesische Hydrierwerke AG, který se zabýval výrobou leteckého benzínu a motorové nafty pro potřeby Třetí říše. Na budování závodu se podíleli vězni z koncentračního táboru Blechhammer. V průběhu bojů však byla továrna zničena a na témže místě vznikly v roce 1952 Zakłady Koksochemiczne Blachownia (Koksochemické závody Blachownia). V 90. letech byla zahájena restrukturalizace společnosti, ze které byly vyčleněny některé obslužné činnosti do samostatných společností. V roce 1997 pak začal proces změny podniku na kapitálovou skupinu v čele se společností Blachownia Holding. V rámci tohoto procesu byly z majetku společnosti vyčleněny jednotlivé výrobní jednotky, které byly zaregistrovány jako samostatné obchodní společnosti.

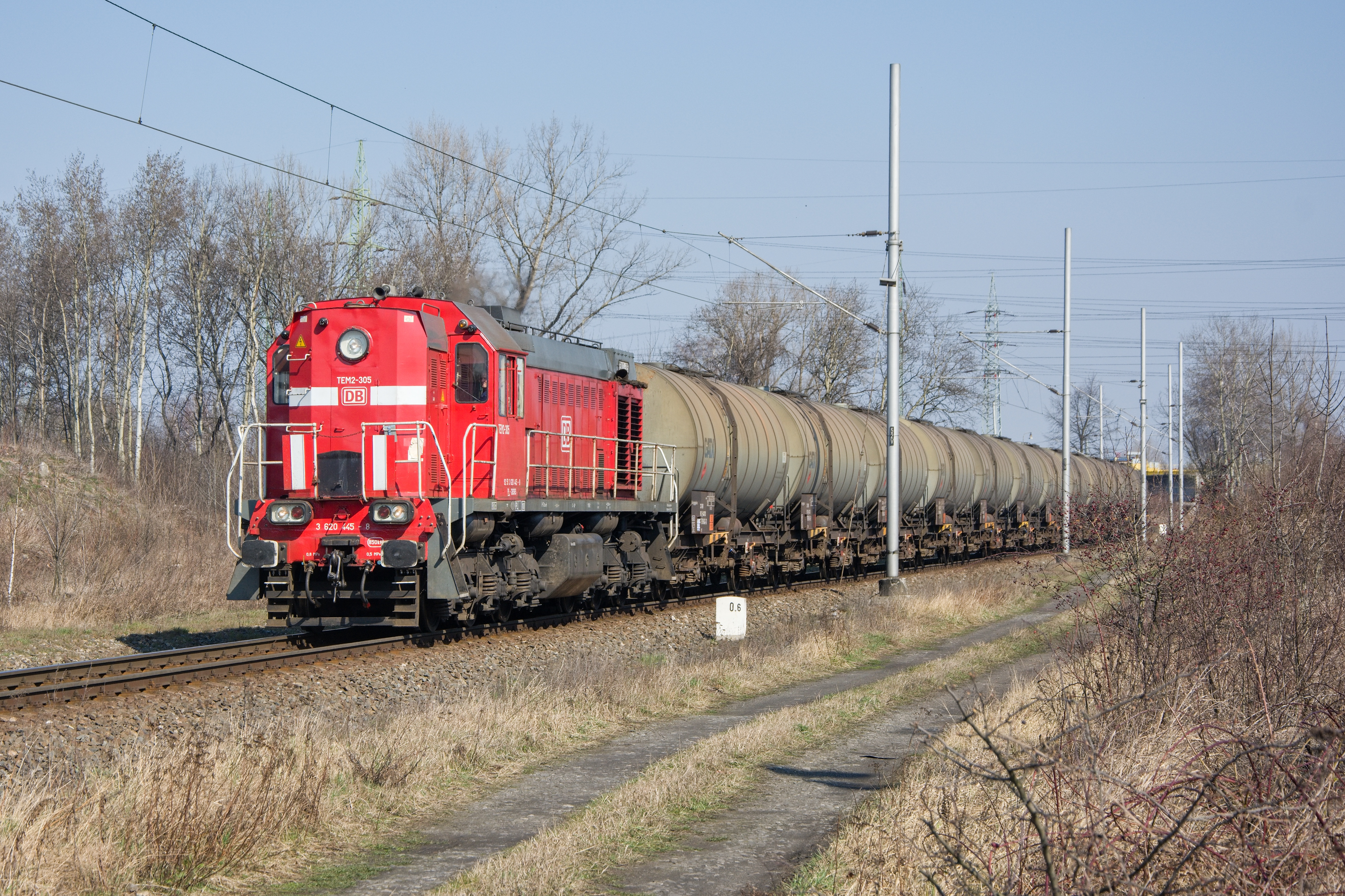
Vlak přepravující benzen z Petrochemie-Blachownia do BorsodChem MCHZ

Jednou z nich se v roce 1998 stala i akciová společnost Petrochemia-Blachownia, jejímž 100% vlastníkem se v následujícím roce stala polská firma Ciech. Po roce 2000 společnost investovala do nových technologií a začala se zabývat chemickou syntézou (výroba benzenu a toluenu). V roce 2005 odkoupila akcie společnosti maďarská firma BorsodChem.
V rámci skupiny BorsodChem tak Petrochemia-Blachownia dodávala v železničních cisternách benzen sesterské společnosti BorsodChem MCHZ, která tuto látku využívala pro výrobu anilinu.
V červenci 2017 schválil Úřad pro ochranu hospodářské soutěže prodej společnosti do rukou české firmy DEZA ze skupiny Agrofert. Transakce byla dokončena 31. října 2017 odkoupením kontrolního balíků akcií Petrochemie českou Dezou.
V lednu 2023 musela firma ukončit svůj stávající výrobní program, neboť jí v důsledku ruské invaze na Ukrajinu chyběly suroviny dovážené právě z Ukrajiny. Poslední vlak s benzenem pro BorsodChem MCHZ Ostrava byl z Petrochemie–Blachownia vypraven 17. ledna 2023.  V dalších měsících pak společnost hledala nový výrobní program a chtěla se soustředit na výrobu kyseliny sírové.